# Glyphus marsupialis
Glyphus marsupialis is een garnalensoort uit de familie van de Pasiphaeidae. De wetenschappelijke naam van de soort is voor het eerst geldig gepubliceerd in 1884 door Filhol.